# Oliarus euphorbiae
Oliarus euphorbiae är en insektsart som beskrevs av Giffard 1925. Oliarus euphorbiae ingår i släktet Oliarus och familjen kilstritar. Inga underarter finns listade i Catalogue of Life.